# Opraševanje
Opraševanje ali polinacija je prenos pelodnih zrn iz prašnikov, kjer nastane, na brazdo pestiča kritosemenk ali na semenske zasnove golosemenk. Ta prenos je ključen za spolno razmnoževanje rastlin, saj s tem pridejo moške spolne celice v bližino ženskih, čemur sledi oploditev. Poznamo tri glavne načine opraševanja, in sicer opraševanje s pomočjo živali (zoofilija, manj ustrezno zoogamija), opraševanje z vetrom (anemofilija, manj ustrezno anemogamija) in opraševanje z vodo (hidrofilija, manj ustrezno hidrogamija).

## Opraševanje s pomočjo živali
Opraševanje s pomočjo živali je poseben primer mutualizma, kjer rastlina vzpodbudi žival, da pride v bližino njenih spolnih organov z »nagrado« – nektarjem. Rastline so se tekom razvoja prilagodile na določeno vrsto opraševalcev in obratno – pogosto obiskujejo opraševalci zelo ozek nabor rastlin (lahko tudi samo eno vrsto), na katere so se prilagodili. Pri opraševanju je zelo pomembna oblika cveta saj prihaja med opraševalcem in cvetom do neposrednega stika. 

### Žuželke
Vsak cvet, ki ga oprašuje žuželka, ima nektarialne žleze, ki proizvajajo nektar, in dišeče snovi, ki privabljajo žuželko. V risbi venčnih listov pri večini cvetov je vzorec, ki nakazuje pot do medičine, včasih je črn in usmerja žuželko, ki nabira nektar, v tiste dele cveta, ki jih je treba oploditi. Enostavni cvetovi, ki so odprti in oblikovani kot krožnik, imajo medičino ali nektar v sredini cveta na bazi venčnih listov, tako da jih lahko opraši vsaka žuželka. Bolj zamotano zgrajeni cvetovi imajo obliko cevi, ki je najpogosteje primerna le za točno določen tip ali vrsto žuželke, tako da žuželka obriše cvetni prah s telesom.
Med žuželkami, ki oprašujejo rastline, so na prvem mestu prav čebele. Najpomembnejše so za opraševanje sadnega drevja, saj oprašijo kar 70–80 % cvetov, ta odstotek pa se zaradi vse intenzivnejše kmetijske proizvodnje še povečuje. Čebele se usmerijo na tisti vir, cvetni prah ali nektar, ki ga v določenem trenutku najbolj potrebujejo.
Rod mačje uho (Ophrys) ima poseben sistem opraševanja. Opraševalce privlačijo kemikalije v vonju cveta, ki so podobne tistim, ki jih izločajo spolno zrele samice nekaterih vrst žuželk. Mačje uho cveti spomladi, preden so samice os ali divjih čebel spolno zrele. Samci priletijo na cvet zaradi oblike in vonja ter se poskušajo z njim pariti. Med premikanjem se na žival naloži veliko peloda, ki ga opraševalec prenese na drug cvet, kjer se pritrdi na brazdo. Ker je brazda lepljiva, pelod ostane na njej, ko samec odleti. Da je prevara popolnejša, vsak cvet »diši« malo drugače od prejšnjega, sicer bi si samec prevaro trajno zapomnil in oprašitve ne bi bilo več.
Nekateri dolgocevni cvetovi so specializirani tako, da do njih lahko pridejo le dnevni in nočni metulji z dolgim sesalom, ptiči z dolgim zakrivljenim kljunom in celo netopirji.

### Ptiči
Ptiči so pomembni opraševalci rastlin. Ptice opraševalke imajo dolg kljun, s katerim dosežejo dno dolgega cevastega venca, kjer je nektar. Pri tem opravilu niso tekmeci žuželkam, ker imajo slabo razvit vonj, zato pa od njih mnogo bolje vidijo. Taki cvetovi so brez vonja. Rastline, ki so prilagojene na ptičje opraševanje, imajo cvetove obarvane rdeče ali rumeno, saj te barve ptiči najbolje vidijo. Cvetovi morajo biti tudi večji in močnejši, saj je ptič mnogo težji od žuželke. 
Medarji (Meliphagidae) so družina 10 – 45 cm velikih ptic pevk iz Avstralije, Polinezije, južne Afrike, zahodne Nove Gvineje in Nove Zelandije. Imajo dolg in tanek, včasih ukrivljen kljun, jezik je dolg in na koncu ščetinast. Hranijo se z medičino in cvetnim prahom. So opraševalci npr. evkaliptovih dreves.

### Sesalci
Cvetovi, ki jih oprašujejo netopirji, se odpirajo ponoči, saj so netopirji nočne živali. Običajno imajo izjemno bleščeče cvetove, vidne ponoči, ki se tudi odprejo ponoči, ter oddajajo močan neprijeten vonj, ki privlači netopirje. Cvetovi so veliki in dovolj močni, da prenesejo obiske teh letečih sesalcev. Nekateri netopirji, leteči psi, so neprecenljivi opraševalci kaktusov v puščavah. Tudi vse vrste banan v naravi oprašijo netopirji.

## Opraševanje z vetrom
Glavni članek: Anemofilija
Vetrocvetke, ki jih oprašuje veter, imajo sorazmerno majhne cvetove. Prašniki so dolgi in imajo nežne prašne niti, ki jih strese že rahel veter in otrese cvetni prah (npr. trave). Brazde pestičev so večinoma zunaj cveta in močno podaljšane, tako da lahko ulovijo pelodna zrna. Ko se pelod enkrat sprosti, je verjetnost pristanka posameznega pelodnega zrna na ustrezni brazdi majhna, zato morajo vetrocvetke izdelati veliko peloda. Na splošno imajo vetrocvetke več tisoč posameznih drobnih cvetov. Cvetovi so običajno združeni v socvetja.
Vetrocvetke so skoraj vse trave, žita, ostričevke, iglavci, večina slovenskih listavcev, od zelišč pa hmelj, koprive, konopnice, ...

## Opraševanje z vodo
Glavni članek: Hidrofilija
Nekatere kritosemenke imajo potopljene cvetove, ki pelod spustijo v vodo. Opraševanje z vodnim tokom (hifrofilija, hidrogamija) se pojavlja pri podvodnih rastlinah (npr. pri rogolistu Ceratophyllum, podvodnici Najas, morski travi Zostera, ...). 
Prava morska trava ima zelo dolga in tanka pelodna zrna, ki jih vodni tok nosi po gladini dokler jih ne ujamejo podaljšane brazde.

## Navzkrižno opraševanje
Navzkrižno opraševanje (alogamija ali ksenogamija: iz gr. allos = drugi in xenos = tuj, medsebojno opraševanje, tujeplodno opraševanje) je način opraševanja, ko pelod pade na brazdo ali neposredno na semensko zasnovo na drugem osebku. Pojavlja se pri večini kritosemenk. Seme se razvije, če oprašijo brazdo pelodna zrna iz cvetov drugih rastlin iste vrste.
Za pospeševanje alogamije in preprečitev avtogamije so rastline razvile:
- Avtosterilnost – jablane, hruške in češnje so večinoma samoneplodne (avtosterilne), ker njihove spermalne celice ne morejo oploditi jajčeca iste sorte.
- Dihogamija – pojav, da v nekaterih cvetovih predčasno dozorijo prašniki (pojavlja se pri nebinovkah in zvončičevkah), v nekaterih redkejših primerih pa predčasno dozorijo pestiči (trpotec).
- Heterostilija – razvratnost pestičev (jeglič). Pri trobentici zrasteta dve vrsti cvetov – dolgovratni cvetovi in kratkovratni cvetovi. Žuželke prenašajo pelodna zrna od kratkovratih cvetov na dolgovratne cvetove in obratno.
- Herkogamija (iz gr. herkos = zaščita in gameo = ženim se) – povečana prostorska ločitev prašnikov in pestičev, ki onemogoča samoopraševanje (perunika, kukavica).

Navzkrižno opraševanje žuželk veča genetsko raznovrstnost in vodi k odpornejšim semenom in večji kakovosti plodov. 
Pri lepih čeveljcih (Cypripedium calceolus) navzkrižno opraševanje zagotavlja poseben mehanizem. Na napihnjeni medeni ustni so posebna mesta, na katera se lovijo žuželke (zlasti zemeljske čebele). Rob medne ustne je izjemno gladek, oljnat in žuželke padejo v notranjost medene ustne. Tudi notranje stene medene ustne so gladke, tako da žuželka ne more iz nje. Ujeta zemeljska čebela lahko pride iz medene ustne le skozi stranski izhod. Pri tem mora mimo lepljive brazde, na kateri odloži pelod, ki ga je prinesla iz drugih cvetov. Na svoji poti mora tudi mimo prašnikov in iz cveta odnese pelod. Tako je samooprašitev cvetov povsem izključena.

## Samoopraševanje
Samoopraševanje (avtogamija: iz grščine autos = sam in gameo = ženim se, samooploditev) je oprašitev pestiča s pelodom istega cveta iste rastline. V novejšem času prištevajo k samoopraševanju tudi sosedno opraševanje ali geitonomijo (iz gr. geiton = sosed) – to je opraševanje s pelodnimi zrni drugih cvetov iste rastline. Rezultat samoopraševanja so potomci z manj genotipi, kot jih nastane pri navzkrižnem opraševanju. To zmanjšuje njihovo sposobnost prilagajanja spremenjenim razmeram v okolju.
V sadjarstvu se samoopraševanje imenuje tudi opraševanje s pelodnimi zrni drugih dreves iste sorte, ker se sadne sorte večinoma razmnožujejo vegetativno s cepljenjem in je zaradi tega ena sorta kot en osebek z enakimi dednimi lastnostmi. 
Samoopraševanje se pojavlja pri paradižniku, pšenici, ječmenu, grahu, lanu, vijolicah, arniki, pri mnogih sortah breskev, .... Samoplodne so tudi nekatere sorte jablan in hrušk. Pri nekaterih rastlinah (npr. pri sončnicah lahko nastopi samoopraševanje zaradi mraza in pomanjkanja žuželk. Pri arniki se brazde pestiča zavihajo navzdol in tako zajamejo pelodna zrna lastnega cveta.
Nekatere vrste (vijolica, mrtva kopriva, nedotika, ..) so razvile ekstremno avtogamijo, saj se opraševanje opravi že v popku in se zaradi tega cvetovi sploh ne odpirajo.
Biološko samoopraševanje v večini primerov ni ugodno, saj zmanjšuje biološko variabilnost in semenke so razvile mnogo mehanizmov za njeno preprečevanje. Kljub temu pa predstavlja možnost samooprašitve prednost v primeru, ko je gostota osebkov na nekem območju majhna in s tem tudi verjetnost za navzkrižno oprašitev.